# Save Mart Supermarkets
The Save Mart Companies er en amerikansk dagligvarekæde med hovedkvarter i Modesto, Californien. De har 204 supermarkeder og 89 apoteker under brands som: Save Mart, Lucky, Lucky California, FoodMaxx og Maxx Value Foods. Butikkerne findes i Californien og det nordlige Nevada. De har 23.000 ansatte og de omsætter for ca. 5 mia. US $.
Den første Save Mart butik åbnede i 1952 i Modesto, California.